# Tympanella
Tympanella är ett släkte av svampar. Tympanella ingår i familjen Bolbitiaceae, ordningen Agaricales, klassen Agaricomycetes, divisionen basidiesvampar och riket svampar.
|            | Galeropsis                              |
|            |                                         |
|            | Conocybe                                |
|            |                                         |
|            | Pholiotina                              |
|            |                                         |
|            | Bolbitius                               |
|            |                                         |
|            | Rhodoarrhenia                           |
|            |                                         |
|            | Galerella                               |
|            |                                         |
|            | Tubariella                              |
|            |                                         |
|            | Cyttarophyllopsis                       |
|            |                                         |
| Tympanella | \| \| Tympanella galanthina \| \| \| \| |
|            | \| \| Tympanella galanthina \| \| \| \| |
|            | Gymnoglossum                            |
|            |                                         |
|            | Tubariopsis                             |
|            |                                         |
|            | Ptychella                               |
|            |                                         |
|            | Wielandomyces                           |
|            |                                         |
|            | Agrogaster                              |
|            |                                         |
|            | Tympanella galanthina                   |
|            |                                         |

|  | Tympanella galanthina |
|  |                       |

## Bildgalleri

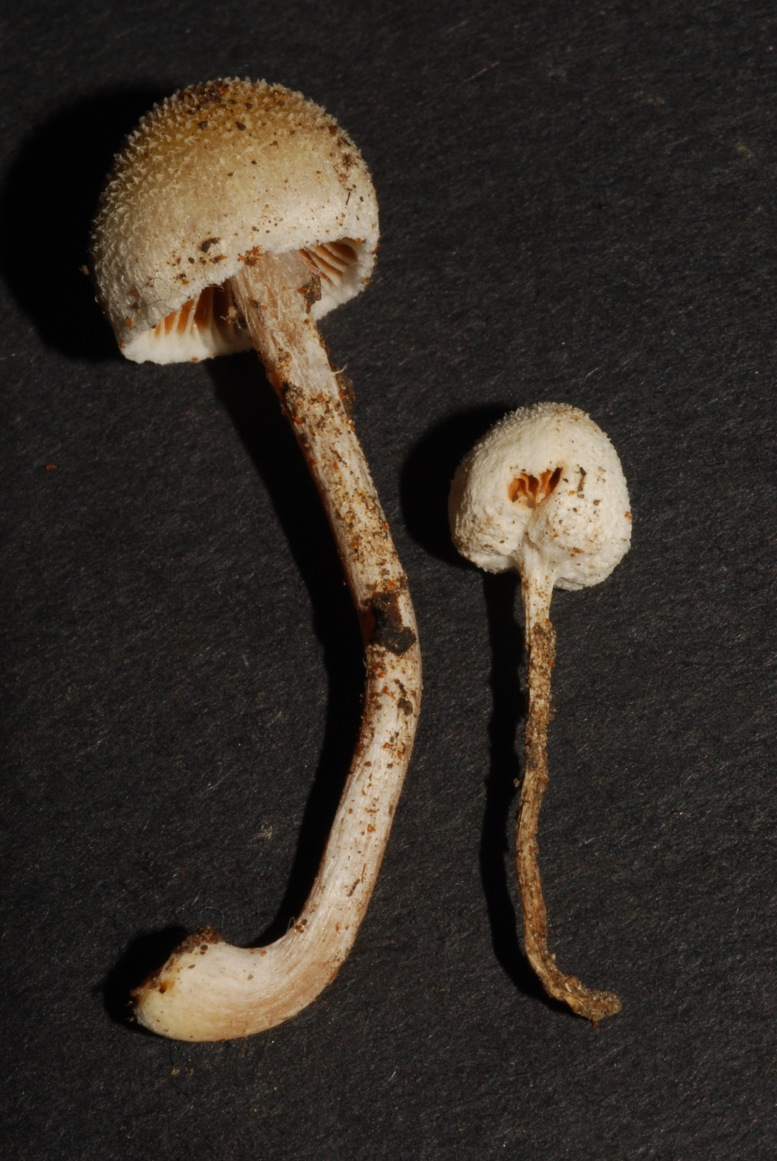